# Brownout (Luftfahrt)

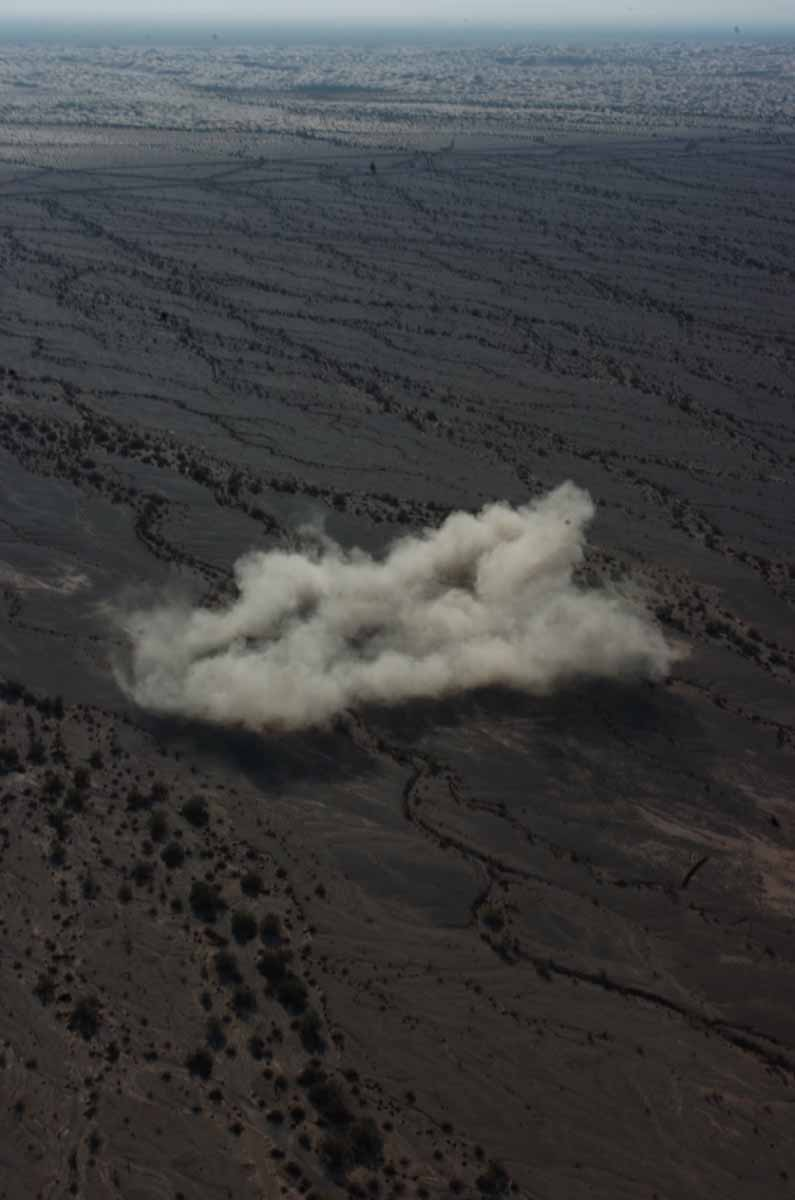
Eine MV-22 Osprey verschwindet in ihrer Staubwolke (El Centro, Kalifornien)

Als Brownout bezeichnet man in der Luftfahrt eine Einschränkung der Sichtverhältnisse durch Staub oder Sand, der durch die nach unten gerichtete Luftströmung (Downwash) von Luftfahrzeugen aufgewirbelt wird. Die Sichtweite und dadurch die Möglichkeit zur Orientierung nach Sicht kann derart gemindert werden, dass die sichere Führung des Luftfahrzeuges alleine durch die Sicht nach außen nicht mehr möglich ist.

## Beschreibung
Die maßgeblichen Faktoren für die Entstehung und Intensität eines Brownouts sind das Gewicht des Luftfahrzeuges, Antriebs- und Rotorauslegung/-design, die Bodenbeschaffenheit der Landezone, Wind, Anfluggeschwindigkeit und -winkel. Klassische Hubschrauber mit Einrotorauslegung sind stärker betroffen als Tandemauslegungen. Je kleiner die aufgewirbelten Teilchen, desto stärker ist der Effekt. Dies trifft insbesondere für den puderartigen Staub zu, der häufig die Erde Südwestasiens bedeckt.
Während eines Brownouts kann der Pilot keine Objekte in der Nähe wahrnehmen, die er als Referenzpunkte für die Kontrolle über den bodennahen Flug benötigt.
Bei einer Landung unter Sichtflug entstehen durch Brownouts erhebliche Gefahren für das Luftfahrzeug. Ohne Orientierung über seine Fluglage und -höhe läuft der Pilot Gefahr, durch eine scheinbare Schräglage oder ein tatsächliches Abkippen des Luftfahrzeuges falsch zu reagieren und somit einen Unfall herbeizuführen.
Intensiv blendende Staubwolken, die durch den Rotorabwind eines Hubschraubers verursacht werden, bergen durch die Gefahr von Kollisionen aufgrund mangelnder Sicht auch Risiken für Bodenpersonal und Bodenstationen.

## Verstärkung des Brownout-Effekts

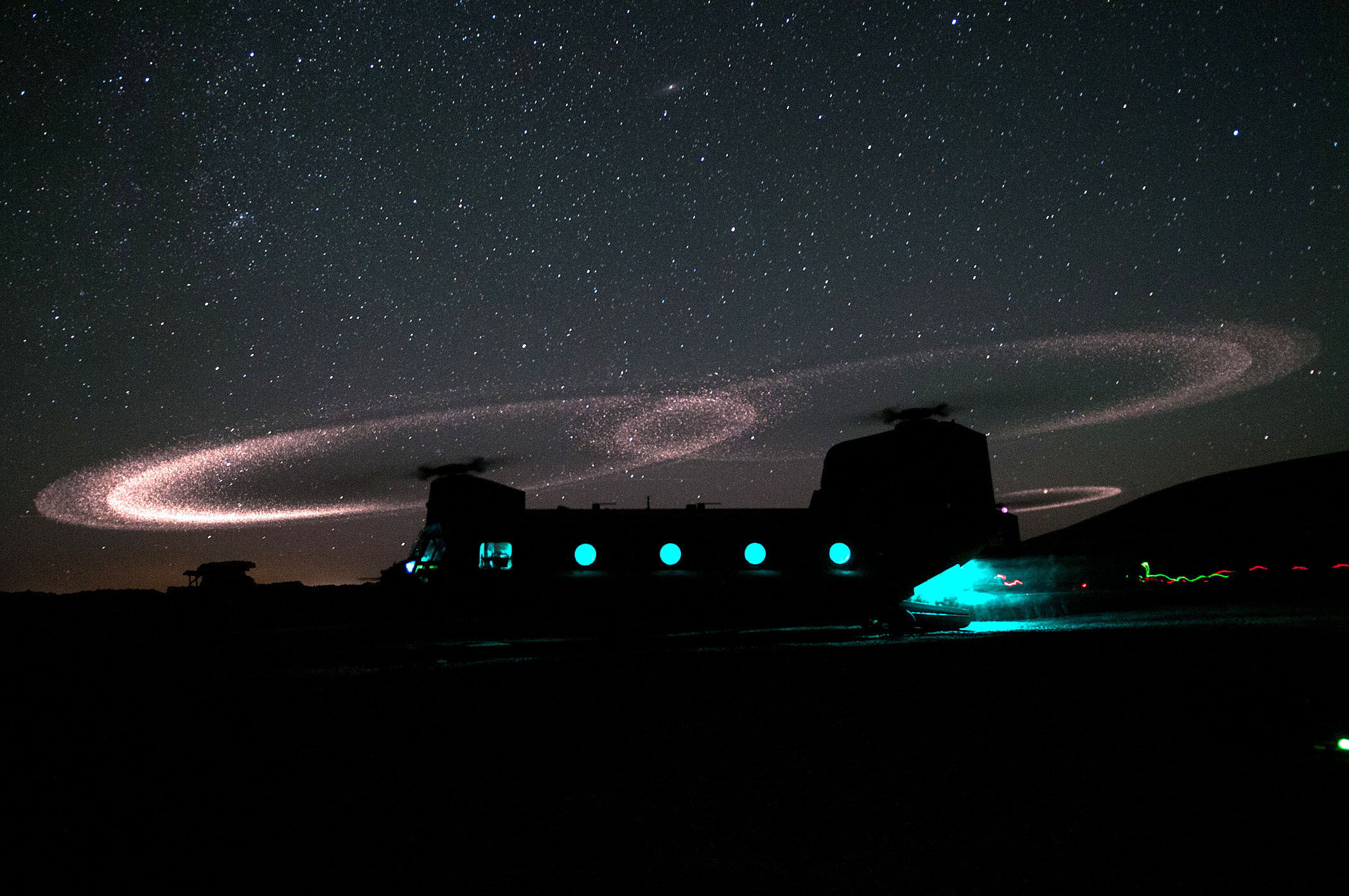
Der Kopp-Etchells-Effekt an einer Boeing CH-47 Chinook

Bei Nachtlandungen können Flugzeug- und Flugplatzbeleuchtungen den visuellen Eindruck des Brownouts verstärken.

### Kopp-Etchells-Effekt
Nachts kann es zu einem seit 2009 als „Kopp-Etchells-Effekt“ bezeichneten Lichteffekt kommen. Er entsteht an Landeplätzen mit niedriger Luftfeuchtigkeit und ungebundenem feinem Gesteinsstaub. Kleine mineralische Partikel schlagen dabei auf die Vorderkanten der Rotorblätter und erzeugen kleine Funken. Beobachter vermuten des Weiteren gelegentliche statische Entladungen im Funkenflug. Dadurch entsteht ein scheibenförmig funkelndes Glühen in der Rotorebene. Durch diesen Vorgang kann der Rotor mechanisch beschädigt werden (abrasiver Verschleiß).
Der Begriff wurde vom US-amerikanischen Reporter und Fotografen Michel Yon geprägt. Er wollte damit den US-Soldaten Benjamin Stephen Kopp (1988–2009) der United States Army und Corporal Joseph Etchells (1987–2009) der British Army ehren, die beide in der Provinz Helmand in Afghanistan starben.

## Zwischenfälle durch Brownouts
Bei US-Militäroperationen zwischen 2001 und 2007 kam es zu mehr als 50 Brownout-Zwischenfällen. Nach Angaben von Militärexperten führte Brownout zu mehr Hubschrauberabstürzen als alle anderen Absturzursachen zusammengefasst.
Insgesamt entstanden dem US-Militär während des Irak- und Afghanistan-Kriegs jährlich Kosten von etwa 100 Millionen US-Dollar allein durch Brownouts.
Da die meisten Brownout-Zwischenfälle in Bodennähe und bei niedriger Geschwindigkeit stattfinden, gibt es im Vergleich zu anderen Flugunfällen eine überdurchschnittlich hohe Überlebenschance. Trotzdem zeigt zum Beispiel der Absturz einer in Afghanistan verunglückten Bell CH-146 Griffon der kanadischen Luftstreitkräfte, bei dem drei der sechs Insassen ums Leben kamen, die Gefahr von Brownouts.

## Technische Hilfsmittel und Gegenmaßnahmen
Erfolgversprechende Maßnahmen gegen die Risiken von Brownout sind nach Expertenmeinung eine Kombination von fortschrittlicher technischer Ausrüstung, Planungstechnik und Pilotenausbildung.
Bei neueren Hubschraubermodellen wie etwa der AgustaWestland AW101 führt die verbesserte Aerodynamik der Rotorblätter durch schaufelförmige Enden zu einer Reduzierung der Gefahr eines Brownouts.
Die Sensorgestützte Landehilfe (kurz SeLa) führt ebenfalls zu einer technischen Verbesserung für Landungen bei Brownout-Bedingungen. Das von ESG mit Unterstützung von EADS und der Fraunhofer-Gesellschaft entwickelte System besteht aus zwei Kameras unter dem Rumpf, zwei Radarhöhenmessern, einem GPS-Empfänger, einer Erdmagnetfeldsonde und einem Kreiselsystem zur Erfassung der Lageabweichung des Hubschraubers. Das System ermöglicht es dem Piloten, unabhängig von den Außenbedingungen bis zum Aufsetzen sicher zu steuern. Auch unter Whiteout-Bedingungen funktioniert das System in gleichem Maße. SeLa wurde primär für den Einsatz in den CH53 der deutschen Luftwaffe entwickelt.
Durch entsprechende Präparation der Landezone können die Gefahren eines Brownouts reduziert werden. Auch kann bei größeren Maschinen wie z. B. der CH53 der Pilot bei der Landung durch den Bordwart unterstützt werden. Dieser liegt dabei auf der geöffneten Heckrampe und sagt dem Piloten via Bordfunk die letzten Meter vor dem Aufsetzen an. Es kann jedoch zu Situationen kommen, in denen auch der Bordwart die Landezone nicht ausreichend beurteilen kann. Dies führt im günstigsten Fall zu einem Landeabbruchmanöver.
Die Ausbildung der Piloten wird unter anderem durch Trainingsflüge unter simulierten Brownout-Bedingungen absolviert. Dies kann beispielsweise bei Nachtlandungen mit Nachtsichtgerät erfolgen, wobei der Fluglehrer die Stromversorgung der Nachtsichtbrille des auszubildenden Piloten kurz vor dem Aufsetzen unterbricht.

Beispiele für einen Brownout bei Tageslicht
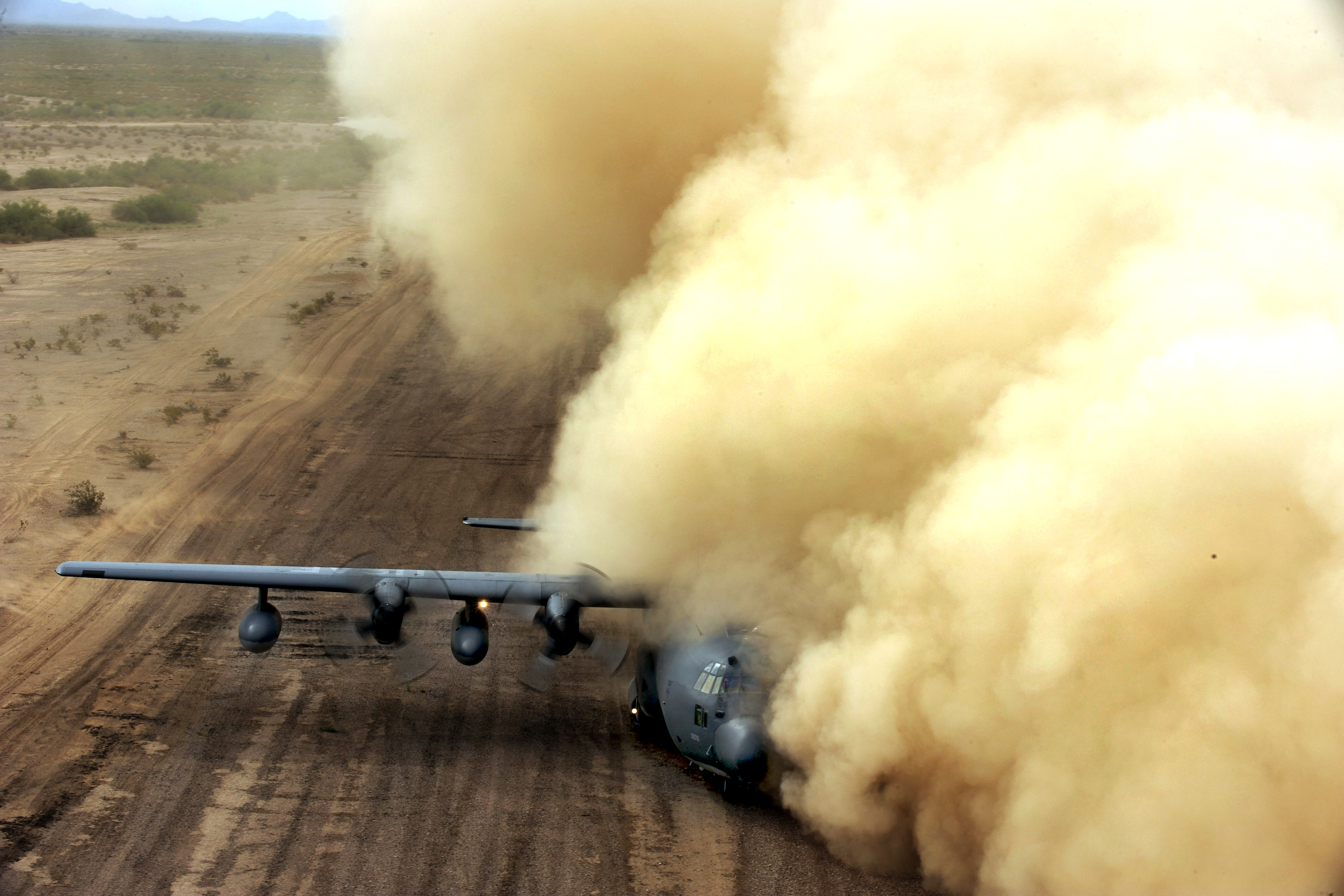
Brownout einer HC-130 Hercules  auf unbefestigter Piste, hervorgerufen durch Rotorwirbel eines HH-60G Pave Hawk
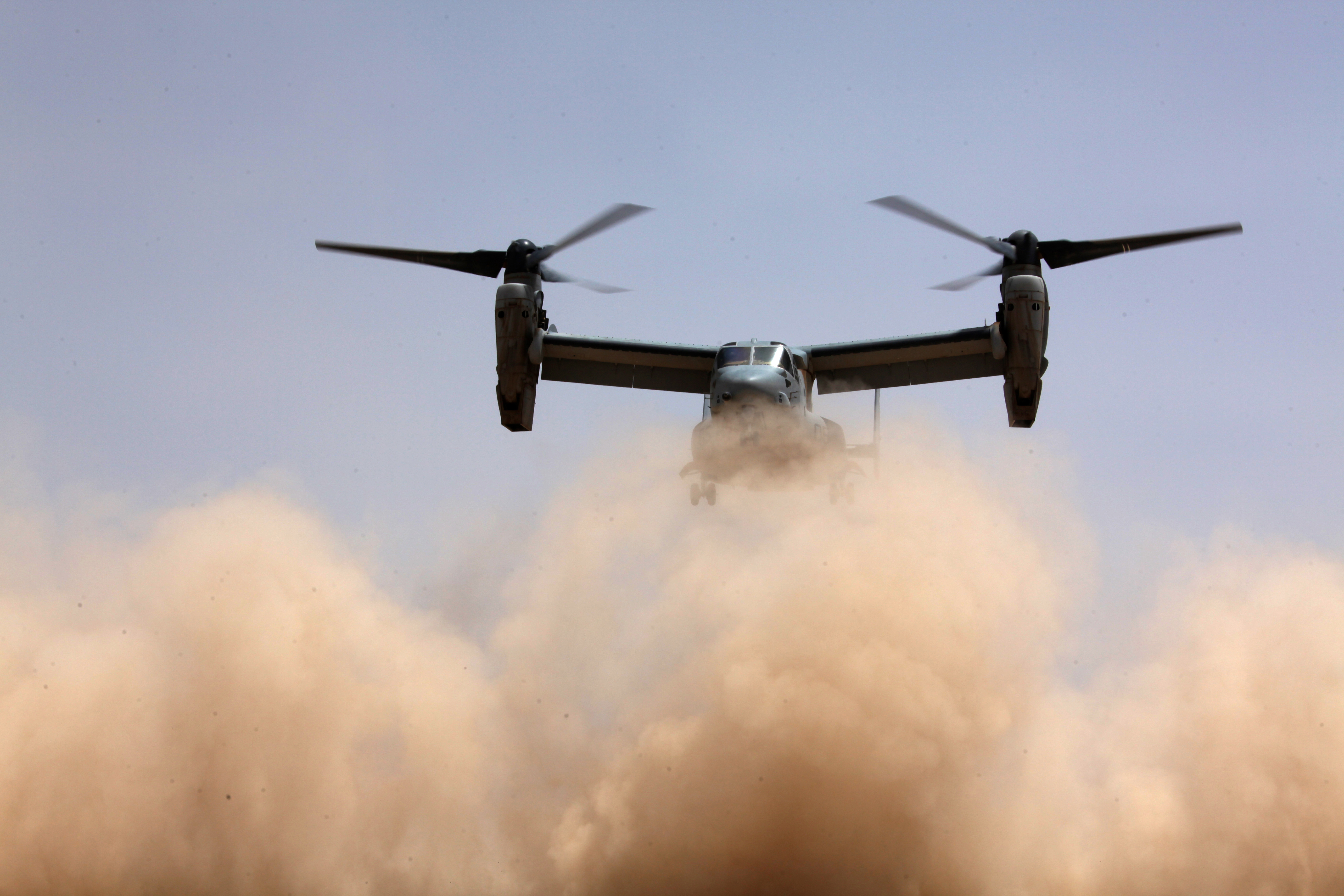
Der Abwind einer Bell-Boeing V-22 erzeugt einen Brownout
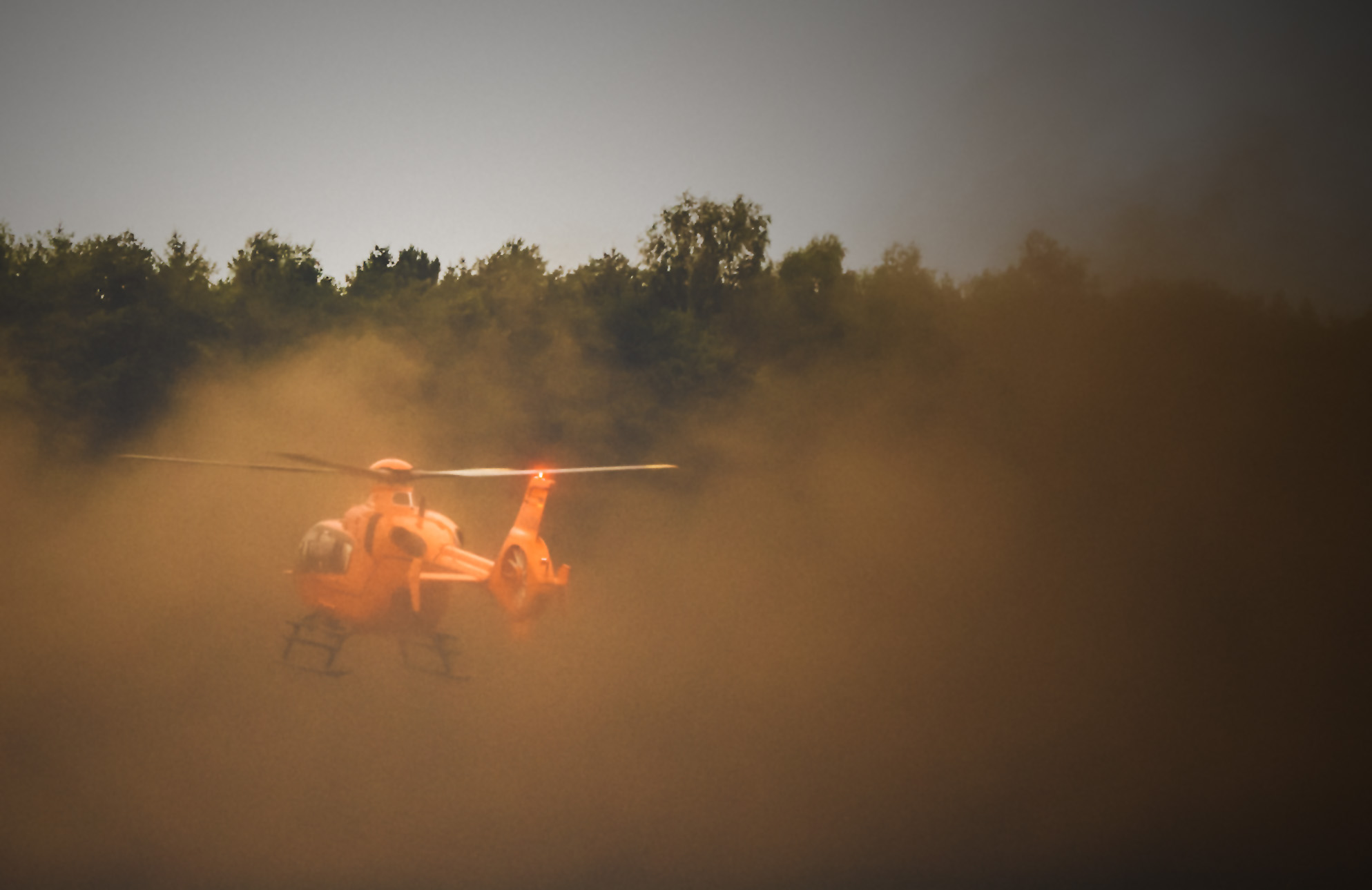
Eurocopter EC 135 D-HZSG im Brownout